# 크리스틴 맥비
크리스틴 맥비(영어: Christine McVie, 1943년 7월 12일 ~ 2022년 11월 30일)는 영국의 음악가, 가수, 작곡가였다. 그녀는 키보디스트였고 플리트우드 맥의 보컬리스트 중 한 명이었다.
맥비는 1960년대 중반 브리티시 블루스 씬에서 여러 밴드, 특히 치킨 샥의 멤버였다. 그녀는 1970년 밴드에 합류하기 전, 1968년 플리트우드 맥과 처음으로 세션 연주자로 작업하기 시작했다. 플리트우드 맥과 함께한 그녀의 첫 번째 작곡은 그들의 다섯 번째 음반인 《Future Games》에 참여했다. 그녀는 1998년 부분적으로 은퇴하기 전까지 많은 라인업 변경을 통해 밴드에 남아있었다. 맥비는 "플리트우드 맥의 가장 큰 히트곡들의 배후에 있는 주요 인물"로 묘사되었고 , 〈Don't Stop〉, 〈Everywhere〉, 〈Little Lies〉를 포함하여 그녀가 작곡하거나 공동 작곡한 여덟 곡은 플리트우드 맥의 1988년 《Greatest Hits》 음반에 참여했다. 그녀는 밴드의 마지막 스튜디오 음반인 《Say You Will》에 세션 음악가로 참여했다. 그녀는 또한 세 개의 솔로 스튜디오 음반을 발표했다.

## 사생활
맥비는 1968년에 존 맥비와 결혼하여 신랑 들러리로 피터 그린과 결혼하였다. 신혼여행 대신, 그들은 버밍엄의 한 호텔에서 조 코커와 함께 축하하였으며, 그는 그들의 밴드와 함께 여행을 떠났다. 이 커플은 1976년에 이혼하였으나, 친구로 남아 전문적인 파트너십을 유지하였다. 《Rumours》를 제작하는 동안 크리스틴은 플리트우드 맥의 조명 엔지니어인 커리 그랜트와 바람을 피웠으며, 이는 〈You Make Loving Fun〉이라는 노래에 영감을 주었다. 1979년부터 1982년까지 그녀는 비치 보이스의 데니스 윌슨과 데이트하였다. 맥비는 1986년 10월 18일에 포르투갈의 키보디스트이자 작곡가인 에두아르두 퀸텔라와 결혼하였다. 퀸텔라와 맥비는 〈Little Lies〉를 포함하여 많은 노래를 함께 작업하였다. 그들은 2003년에 이혼하였으며, 퀸텔라는 2020년에 사망하였다.

## 사망
맥비는 2022년 11월 30일 79세의 나이로 병원에서 사망했다. 맥비는 뇌졸중으로 사망했고 원발성 암으로 고통받았다.
플리트우드 맥은 사망 후 성명에서 그녀는 "그들의 밴드에서 누구나 가질 수 있는 최고의 음악가이자 그들의 인생에서 누구나 가질 수 있는 최고의 친구"라고 말했다. 동료 밴드 멤버 스티비 닉스는 맥비가 그녀의 "전 세계에서 가장 친한 친구"였다고 말했다.